# Phil Kaufman Award
Der Phil Kaufman Award ist ein Preis für Electronic Design Automation (EDA) der Electronic System Design Alliance und des IEEE  Council on Electronic Design Automation. Er wird für Entwickler und Persönlichkeiten der EDA-Industrie vergeben.
Der Preis ist nach Phil Kaufman (1942–1992) benannt, dem ehemaligen Präsidenten von Silicon Compiler Systems und Quickturn Systems.

## Preisträger
- 1994: Hermann Gummel
- 1995: Donald Pederson
- 1996: Carver Mead
- 1997: James Solomon, Gründer von SDA Systems
- 1998: Ernest S. Kuh
- 1999: Hugo De Man
- 2000: Yen-Son Huang (Paul Huang), entwickelte das Dracula Physical Verification System
- 2001: Alberto Sangiovanni-Vincentelli
- 2002: Ronald A. Rohrer
- 2003: A. Richard Newton
- 2004: Joseph Costello (Joe Costello), war CEO von Cadence
- 2005: Phil Moorby, Entwickler von Verilog
- 2006: Robert Dutton, Entwickler von SUPREM (Stanford University Process Engineering Models) und PISCES (Poisson and Continuity Equation Solver)
- 2007: Robert K. Brayton, Mitentwickler des Espresso heuristic logic minimizer (Espresso)
- 2008: Aart de Geus, CEO von Synopsys, Entwickler des Design Compiler Tool
- 2009: Randal Bryant, Carnegie Mellon University
- 2010: Pat Pistilli
- 2011: Chung Laung Liu
- 2013: Chenming Hu, für Transistor-Modellierung, die zu Designs auf Grundlage von FinFET führte.
- 2014: Lucio Lanza
- 2015: Walden C. Rhines, CEO von Mentor Graphics
- 2016: Andrzej Strojwas, Carnegie Mellon University und Chief Technology Officer von PDF Solutions
- 2017: Rob A. Rutenbar, University of Pittsburgh
- 2018: Thomas W. Williams, IBM und Synopsys
- 2019: Mary Jane Irwin, Pennsylvania State University
- 2021: Anirudh Devgan, Cadence Design Systems
- 2022: Giovanni De Micheli, EPF Lausanne
- 2023: Lawrence T. Pileggi, Carnegie Mellon University
- 2024: Jason Kong, University of California, Los Angeles